# Ján Golian
Ján Golian (Dombóvár, 26 gennaio 1906 – campo di concentramento di Flossenbürg, 1945) è stato un generale cecoslovacco, generale di brigata comandante del Primo esercito cecoslovacco, noto per essere uno degli artefici dell'Insurrezione nazionale slovacca, insurrezione armata organizzata dagli Slovacchi contro l'occupazione della Germania nazista nell'ambito della Resistenza durante la seconda guerra mondiale.